# Macrothemis ultima
Macrothemis ultima – gatunek ważki z rodziny ważkowatych (Libellulidae). Występuje na terenie Ameryki Środkowej.